# كارتر براكستون
كارتر براكستون (بالإنجليزية: Carter Braxton)‏ (و. 1736 – 1797 م) هو سياسي من المملكة المتحدة. ولد في مقاطعة كينغ أند كوين، فيرجينيا.
توفي في ريتشموند، عن عمر يناهز 61 عاماً.

## حياته الباكرة
وُلِد براكستون في مزرعة نيونغتون في مقاطعة كينغ أند كوين بولاية فرجينيا، في 10 سبتمبر 1736، لكن تقرير الولادة أفاد بوفاته من طريق الخطأ مع والدته، ماري كارتر براكستون، التي «أصيبت بنزلة برد عادية»، وتوفت بعد وقت قصير من ولادته.
يُقال إن جده لأمه، الملك كارتر، كان ربما أغنى وأبرز مالك للأراضي في ولاية فرجينيا وقت وفاته؛ أورث 2000 جنيه إسترليني لابنته الصغرى، التي خُطبت لجورج براكستون جونيور بعد خمسة أشهر من وفاة والدها (مع أن شقيقها لم يدفع هذا المبلغ كاملًا لزوجها الجديد حتى وفاتها). أصبح جده لأبيه، جورج براكستون الأب، من أكبر مئة مالك للأراضي في فيرجينيا الشمالية بحلول عام 1704 (قبل فتح الأراضي الغربية للاستيطان الأوروبي). انتُخب جورج براكستون الأب لأول مرة في مجلس البورغيسيس في عام 1718 وأعيد انتخابه بعد تسع سنوات مع جون روبنسون الابن، الذي أصبح رئيس المجلس وداعم عائلة براكستون. امتلك براكستون الأكبر سفينة واحدة على الأقل، سفينة براكستون التي شملت مبادلاتها التجارية جزر الهند الغربية وأماكن أخرى، وكانت وسيطًا تجاريًا لشحنات السود المستعبدين المباعة إلى مزارعي فيرجينيا. توفي عن عمر ناهز 71 عامًا عندما كان كارتر في الثانية عشرة من عمره؛ خلفه ابنه الأكبر (والد كارتر) جورج الابن بصفة مندوب لمقاطعة كينغ أند كوين عام 1742 لكنه مات بعدها بوقت قصير في عام 1749. أصبح المتحدث روبنسون وجاره همفري هيل أوصياء على كارتر وشقيقه الأكبر بقليل (3 سنوات) جورج (الذي ورث نيونغتون وأراضي مختلفة في مقاطتي كينغ أند كوين وإيسكس).
تلقى براكستون تعليمه في كلية وليام وماري، مثل والده وشقيقه، واتبع تقاليد الأسرة في سن 19 عندما تزوج جوديث روبنسون، وريثة ثرية وابنة أخت رئيس مجلس البورغيسيس. على أي حال، ماتت في أثناء ولادة ابنتهما، تاركة ابنتين لبراكستون، ماري وجوديث. سرعان ما سافر الأرمل الشاب إلى إنجلترا مدة عامين. باع براكستون عند عودته إلى المستعمرات في عام 1760 مزرعة إلسينغ غرين، حيث عاش مع جوديث، وتزوج إليزابيث كوربين، الابنة الكبرى لريتشارد كوربين، نائب القائد العام لإيرادات صاحب الجلالة في فرجينيا، الذي منح ابنته مهرًا قدره 1000 جنيه استرليني.

## مسيرته المهنية كتاجر وصاحب مزرعة
اشترى كارتر براكستون مركبًا شراعيًا صغيرًا بعد فترة وجيزة من زواجه الثاني وحول موارده إلى التجارة. شملت أنشطة براكستون التجارية جزر الهند الغربية والمستعمرات الأمريكية، وأسس علاقات مع بايارد وابنه في نيويورك وويلينغ وموريس في فيلادلفيا. حثّ أيضًا الأخوين براون في بروفيدنس، رود آيلاند، على بيعه العبيد الأفارقة، بعد تخليهم عن تجارة الرقيق خلال الحرب الفرنسية والهندية، لكن مثل هذه المعاملات ربما لم يتحقق. يُذكر أن عبدًا أسود رافق براكستون وأخاه دائمًا في كلية وليام وماري، بصرف النظر عن دخولهما في تجارة العبيد.
امتلك براكستون لاحقًا العديد من العبيد في مزارعه المختلفة، ولا توجد سجلات عن إعتاقه لهم أو تركه وصية. ينوه كاتب سيرته الذاتية بامتلاكه ما لا يقل عن 12,000 فدان و165 عبدًا في نهاية الحرب الثورية، رغم بيع بعض الممتلكات بعد وفاة والده وأخيه ودفع ديونه الخاصة. يذكر كاتب السيرة الذاتية ألونزو تي. ديل أن براكستون باع قبل وفاته جميع عبيده السود أو وهبهم إلى أقاربه باستثناء 42 عبدًا، ويُحتمل أنه لم يكن قادرًا على زراعة سوى أقل من نصف ملكيته الزراعية المتبقية البالغة 3900 فدان. رغم تشارك مواقفه العنصرية مع أبناء طبقته الاجتماعية، إلا أنها تناقضت مع مواقف أحفاد آخرين للملك كارتر، مثل روبرت كارتر الثالث، وجورج ماسون الرابع، الذين حاربوا تجارة الرقيق خلال مسيرتهم التشريعية. يُذكر أن معظم الأفراد الذين حملوا اسم كارتر براكستون منذ نهاية الحرب الأهلية كانوا وما زالوا أمريكيين من أصل أفريقي، يفترض أنهم من نسل عبيد مزارع براكستون.

## التعليم
تعلم في كلية وليام أند ماري.